# Valimaña
Valimaña es un despoblado medieval aragonés en el actual término municipal de Castelnou (Bajo Martín), cerca del límite con Escatrón (Ribera Baja del Ebro).

## Toponimia
El topónimo Valimaña se puede interpretar a partir de VALLEM MAGNA ("valle grande", "valle ancho"). El nombre del despoblado también se aplica a un valle en el margen derecho del río Martín y de hecho en el entorno de la Venta del Fraile este valle es más ancho que los otros valles de los alrededores.  Hay topónimos y microtoponimos equivalentes en las provincias de Huesca (Vachimaña) y de Lérida (Vallmanya), idéntico este último al topónimo rosellonés Vallmanya.
Como topónimo transportado se vuelve a encontrar en la Castellón (Sierra de Valimaña, después de la Sierra Engarcerán), debido a la participación de Pedro de Valimaña en conquista de Valencia por Jaime I.

## Geografía
Actualmente en la finca llamada "Valimaña" hay un embalse que recibe las aguas del barranco de Valimaña y del mismo Martín. Este embalse es rodeado por una orla de tamariscos que conforma un refugio para la fauna salvaje.

## Historia
En una segunda ola repobladora buena parte de las tierras del Bajo Martín cayeron en manos de nobles o de órdenes militares. Las tierras de Valimaña cayeron en manos de una familia de mesnaderos aragoneses que debieron de tomar el nombre de su principal propiedad como de hecho hicieron otras familias nobles en el siglo XII. El castillo de Valimaña es mencionado por primera vez en el siglo XII, en el testamento de Pedro de Valimaña. A mitad del siglo XIV pertenecía al Monasterio de Rueda.